# Šukytė
Šukytė ist ein litauischer weiblicher Familienname einer ledigen Frau. 

## Herkunft
Der Name ist abgeleitet vom männlichen Familiennamen Šukys (lit. šukos bedeutet Kamm).

## Personen
- Aurelija Šukytė, Sambo-Kampfsportlerin
- Lina Šukytė-Korsakė (*  1970), Politikerin,  Vizebürgermeisterin von Klaipėda